# Deutscher Rollatortag
Der Deutsche Rollatortag fand erstmals von Mai bis Oktober 2012 statt. Es wurden 82 Veranstaltungen mit 5000 Besuchern in Deutschland durchgeführt. Ziel war es, das Thema Rollatornutzung zu entstigmatisieren und Rollatornutzern zu mehr Sicherheit im Umgang mit ihrer Gehhilfe und im Straßenverkehr zu verhelfen. Dazu wurden Fahrsicherheitstrainings auf einem eigens entwickelten Rollator-Parcours, Verkehrssicherheits-Checks für mitgebrachte Rollatoren sowie Informationen und Aufklärung rund um das Thema Rollatoren und Mobilität im Alter angeboten.
Die Veranstaltungsserie startete am 3. Mai 2012 während des Deutschen Seniorentags in Hamburg. Sie tourte anschließend durch Deutschland und endete am 12. Oktober 2012 mit dem Rollatortag-Finale bei der Fachmesse Rehacare.

## Veranstalter
Der Deutsche Rollatortag ist eine gemeinsame Initiative der Deutschen Gesellschaft für Gerontotechnik (GGT), der Deutschen Seniorenliga e. V., der Rehacare Düsseldorf, der Polizei Düsseldorf, des norwegischen Rollatorenherstellers Topro und des Reha-Teams der Sanitätshaus Aktuell AG.

## Hintergrundinformationen
In Deutschland gibt es heute ca. zwei Millionen Rollatoren. Expertenschätzungen zufolge werden künftig bis zu 500.000 pro Jahr hinzukommen. Der demografische Wandel und die zunehmende Mobilität älterer Menschen spiegeln sich in diesen Zahlen wider. Viele Rollatornutzer haben aber Defizite, wenn es um ihre Sicherheit bei der Benutzung ihrer Gehhilfe geht. Aus diesem Grund wurde bei jedem Rollatortag ein Rollator-Parcours angeboten, auf dem die Teilnehmer unter Anleitung das Kurvenfahren, das sichere Sitzen und Aufstehen mit dem Rollator, das Gehen auf unebenem Untergrund sowie das Überwinden von Hindernissen wie Bordsteinen oder Stufen übten. Außerdem gab es Verkehrssicherheits-Checks, bei denen z. B. Bremsen und Bowdenzüge, Schraubverbindungen und Radaufhängungen sowie – falls vorhanden – das Licht überprüft wurden. Am Ende erhielten die Absolventen des Rollator-Parcours einen Rollator-Führerschein und ein Sicherheits-Prüfsiegel. Der Deutsche Rollatortag sollte ursprünglich im Jahr 2013 weitergeführt werden, fand jedoch nicht statt.